# Domenico Pellegrini Giampietro
Domenico Pellegrini Giampietro (né le 30 août 1899 à Brienza, mort le 18 juin 1970 à Montevideo) était un homme politique italien impliqué dans le fascisme, qui fut notamment ministre des finances de la République sociale italienne. Il était aussi universitaire, avocat, économiste et se consacra au journalisme dans ses dernières années.